# Riccia eburnea
Riccia eburnea là một loài rêu trong họ Ricciaceae. Loài này được Jovet-Ast mô tả khoa học đầu tiên năm 2000.